# Заливное (Запорожская область)
Заливное (укр. Заливне) — село,
Терсянский сельский совет,
Новониколаевский район,
Запорожская область,
Украина.
Код КОАТУУ — 2323686604. Население по переписи 2001 года составляло 369 человек.

## Географическое положение
Село Заливное находится на правом берегу реки Верхняя Терса,
выше по течению на расстоянии в 3 км расположено село Воскресенка,
ниже по течению на расстоянии в 0,5 км расположено село Терсянка,
на противоположном берегу — сёла Криновка и Литовка.
Через село проходит автомобильная дорога Т-0408.

## Объекты социальной сферы
- Дом культуры[источник не указан 1430 дней]

## Происхождение названия
На территории Украины 2 населённых пункта с названием Заливное.